# Xingeina nigrolucens
Xingeina nigrolucens – gatunek chrząszcza z rodziny stonkowatych i podrodziny Galerucinae.
Gatunek ten opisany został w 2006 roku przez Igora K. Łopatina.
Chrząszcz o ciele długości od 6,5 do 7,5 mm, błyszczącym, ubarwionym czarno z rudymi żuwaczkami. Głowa gładka, o płaskiej i krótkiej krawędzi czołowej. Przedplecze z kilkoma bardzo słabymi wgłębieniami na dysku, bardzo delikatnie punktowane, opatrzone małym wcięciem pośrodku krawędzi tylnej. W kątach przedplecza duże punkty szczecinkowe. Szerokość przedplecza wynosi 1,2 jego długości, zaś pokrywy są od niego 2,6 raza dłuższe. Niewyraźne, krótkie i bardzo rzadkie jest owłosienie pokryw. U podstawy długich pazurków po jednym silnym zębie.
Owad znany tylko z chińskiego Syczuanu, z okolic Rilong.